# ФК Слога Пожега
ФК Слога Пожега је фудбалски клуб из Пожеге, и тренутно се такмичи у Српској лиги Запад, трећем такмичарском нивоу српског фудбала. Клуб је основан 1920. године. 

## Историја

### Настанак и почеци (1920-1941)
Сматра се да је прву фудбалску лопту у Пожегу донео Михаило Теофиловић, ученик Ужичке гимназије 1920 год. Одмах је основан фудбалски клуб „ГЛОРИЈА” који је почео одигравање утакмица са екипама из околних места. Први играчи који су тих година играли за Глорију су: Михаило Теофиловић, Остоја Џиновић, Милош Петровић, Спасоје Томашевић, Драшко Малопарац, Ђорђе Живковић-Бата и други. Није било организованог такмичења на нивоу савеза или слично, па су се одигравале пријатељске утакмице са Драгачевом, Јавором, Фудбалским клубом Орао из Ариље... Фудбал је био све популарнији и масовнији те је скупљао и привлачио младе и школоване људе. Међу њима се тридесетих година истиче Миливоје Радовановић, који је био изузетан фудбалер и ентузијаста. Зајдено са Ђорђем Живковићем водио је клуб и организовао утакмице у наредних десетак година. У његовој кући су биле и свлачионице одакле се одлазило на утакмице. Ђорђе Живковић-Бата познати пожешки трговац обућом, финансирао је клуб у том периоду.
Пред Други светски рат 1939. године власти забрањују рад ФК Глорији, али то не зауставља рад клуба. Милорад тимотијевић-Штука, Др Михаило Бошковић, Милан Петронијевић и други оформљују нови клуб и дају му назив Слога.
СЛОГА наставља са својим активностима и током рата. Одигравају се многобројне пријатељске утакмице, како у Пожеги, тако и на страни (Врњачка Бања, Ужице, Ариље...). Најзначајнију утакмицу у том периоду Слога игра у Пожеги против тадашњег првака државе ВИТЕЗ из Београда, за који играју многи тадашњи репрезентативци. Иако је изгубила са 3:2 Слога је пружила достојан отпор реномираном противнику. У то време истицала се изузетна генерација предвођена са четири брата Џиновића, браћом Дрмалић, Мишом Костићем, Радојицом Тановићем, Миодрагом Синђелићем, Јосипом Јосовићем, Ненадом Митровићем... Већина играча ове генерације је изгубила животе у рату.

### Ново име (1941-1954)
Због својих активност за време рата СЛОГА није била на добром гласу код нових власти. Појавила се идеја да се Слога припоји Ужицу и да ради као секција Слободе. Томе су се супроставили многи чланови, симпатизери и обични грађани.
На једном састанку у кафани Милорада Тимоијевића-Штуке неко је дао предлога да клуб промени име у ФК Фарбин што је и прихваћено. Миливоје Радовановић-Фарбин првоборац, високи државни функционер именом је заштитио клуб, али је и даље наставио да се брине и помаже све клупске активности (набавка опреме, путовања и сл.).
У то време за ФК Фарбин су играли: Недељко Стефановић-Лулин, Милан Стефановић, Љубисав Остојић-Чавка, Икан Јовановић,Расо Антовић, Лукијан Синђелић-Барон, Драган Ковачевић-Жабац, Михаило Матијевић-Бадзо, Михаило Илић-Кајзер Милан Радић-Тезон, Драги Марић, Владе Божић...

### СЛОГА Пожега (1955-1965)
Клуб је носио име Фарбин до 1954. године када поново узима име ФК Слога. Можда највећи процват фудбала у Пожеги је био у периоду 1955-65. године. Слога постаје веома запажен клуб на просторима целе Србије. Игра у лигама са клубовима Слободом Ужице, Борцем из Чачка Радничким из Крагујевца Напретком из Крушевца, Мачвом из Шапца, Динамом, Мајданпеком, ФК Лиријом из Призрена... и постиже веома добре резултате. Тада се појављује велики број квалитетних фудбалера за које показују интерес многобројни клубови широм земље.

### Нова генерација (1965 - данас)
Одласком те генерације долази до кризе у фудбалском спорту у Пожеги. Крајем осамдесетих и почетком деведесетих година појављује се изразито талентована генерација играча коју предводе: Драган Ерић, Милија Јордовић, Радојко Тошић, МИлан Ђокић, Милорад Ршумовић и др, али не успевају да се пласирају у Квалитетну лигу Србије.
У задњој деценији прошлог века долази до бурних промена у друштву што се одражава и на ФК СЛОГА. Ствара се нова организација клуба, нови начини финансирања, нови начини рада и тренирања. Клуб сада поседује изузетну инфраструктуру. Терен је један од најбољих у земљи, модерне, светле и велике свлачионице, купатила, лекарску ординацију, салу за конференције, ресторан, собе за фудбалере, теретану, два помоћна терена. У клубу ради 5 тренера под чијим стручним надзором тренира око 200 дечака.

## Новији резултати
| Сезона   | Ранг | Лига              | Позиција | ИГ  | Д  | Н  | П  | ГД | ГП | ГР  | Бод | Куп                  |
| -------- | ---- | ----------------- | -------- | --- | -- | -- | -- | -- | -- | --- | --- | -------------------- |
| 2010/11. | 3    | Српска лига Запад | 12.      | 30  | 10 | 7  | 13 | 31 | 43 | -12 | 37  | Није се квалификовао |
| 2011/12. | 3    | Српска лига Запад | 16.      | 30  | 5  | 6  | 19 | 24 | 59 | -35 | 21  | Није се квалификовао |
| 2012/13. | 4    | Зона Дрина        | 10.      | 30  | 9  | 11 | 10 | 37 | 31 | +6  | 38  | Није се квалификовао |
| 2013/14. | 4    | Зона Дрина        | 1.       | 30  | 21 | 6  | 3  | 52 | 18 | +34 | 69  | Није се квалификовао |
| 2014/15. | 3    | Српска лига Запад | 5.       | 30  | 6  | 5  | 19 | 20 | 47 | -27 | 23  | Није се квалификовао |
| 2015/16. | 3    | Српска лига Запад | 4.       | 30  | 13 | 8  | 9  | 33 | 20 | +13 | 47  | Није се квалификовао |
| 2016/17. | 3    | Српска лига Запад | 3.       | 30  | 17 | 5  | 8  | 53 | 34 | +19 | 56  | Није се квалификовао |
| 2017/18. | 3    | Српска лига Запад | 2.       | 34  | 24 | 8  | 2  | 54 | 17 | +37 | 80  | Није се квалификовао |
| 2018/19. | 3    | Српска лига Запад | 2.       | 30  | 17 | 9  | 4  | 42 | 17 | +25 | 60  | Није се квалификовао |
| 2019/20. | 3    | Српска лига Запад | 2.       | 191 | 11 | 3  | 5  | 32 | 16 | +16 | 36  | Није се квалификовао |
| 2020/21. | 3    | Српска лига Запад | 1.2      | 34  | 23 | 9  | 2  | 83 | 19 | +64 | 78  | Није се квалификовао |
| 2021/22. | 3    | Српска лига Запад | 2.       | 30  | 19 | 6  | 5  | 60 | 28 | +32 | 63  | Шеснаестина финала   |
| 2022/23. | 3    | Српска лига Запад | 4.       | 30  | 13 | 9  | 8  | 36 | 24 | +12 | 48  | Није се квалификовао |
| 2023/24. | 3    | Српска лига Запад | 3.       | 30  | 15 | 5  | 10 | 37 | 33 | +4  | 50  | Није се квалификовао |
| 2024/25. | 3    | Српска лига Запад | 7.       | 30  | 12 | 4  | 14 | 25 | 31 | -6  | 40  | Није се квалификовао |

- 1  Сезона прекинута након 19 кола због пандемије Корона вирус
- 2  Слога елиминасана у баражу за Прву лигу Србије против Тимока. У Пожеги је било 1:0 за Тимок, а у Зајечару 1:1.